# Nicola Vaccaro

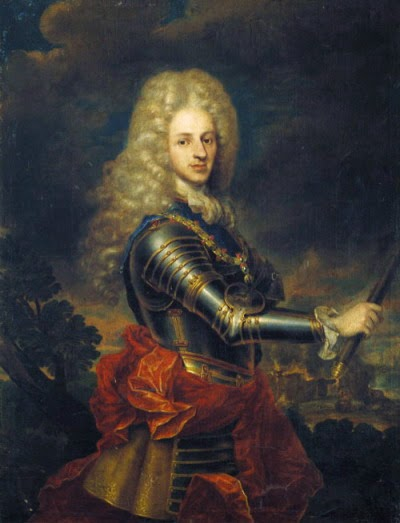
Felipe V, 1715, óleo sobre lienzo, Piacenza, Galería Alberoni.

Nicola Maria Vaccaro (Génova, c. 1650-Madrid, 1720) fue un pintor barroco italiano. Especializado en retratos, trabajó en Madrid como pintor de cámara del rey Felipe V.
De origen genovés, trabajó en Parma en la corte de Ranuccio II Farnesio.  Protegido del cardenal Giulio Alberoni, debió de llegar a España en su compañía en 1711 o poco más tarde. En cualquier caso, consta su presencia en ella ya en 1712 cuando firmó el retrato de Cristóbal Portocarrero conservado en la colección de los duques de Tamames. En 1715 firmó ya como «Pictor Regius» el retrato de Felipe V enviado por Alberoni a su colegio de Piacenza. En junio de 1716 Felipe V ordenó a su hacienda el pago de 500 ducados de vellón anuales a «Don Nicolás Vacaro a quien tengo concedido el asiento de pintor de mi Rl Cámara». Contra la orden protestó Teodoro Ardemans, señalando que si bien había sido frecuente el nombramiento de pintores de cámara ad honorem, nunca había habido más que un pintor de cámara en ejercicio y eso venía siéndolo él. Alberoni, por su lado, en carta al conde de la Rocca informándole del nombramiento, advertía que Vaccaro era hombre mayor y que sus obligaciones se reducían a dar clases de dibujo al rey, aunque todavía en agosto siguiente recibió cien doblones de ayuda por diversos retratos hechos para la corona.
Al margen de sus obligaciones como retratista, el Museo del Prado conserva una Alegoría de la Tierra pintada para el Palacio del Buen Retiro como parte de una serie dedicada a los cuatro elementos, en la que colaboró con Antonio Palomino y Jerónimo Ezquerra, y se tiene noticia de una serie de alegorías de los cuatro continentes que se repartió con Miguel Jacinto Meléndez, de la que únicamente se ha conservado la Alegoría de Asia de este último, propiedad del Museo de Bellas Artes de Asturias.